# Sporting Clube de Bissau
Der Sporting Clube de Bissau, meist nur Sporting de Bissau genannt, ist ein Sportverein aus der guineabissauischen Hauptstadt Bissau. Er ist besonders für seine Fußballmannschaft bekannt, die Rekordmeister ist (Stand 2017).

## Geschichte
Der Verein wurde am 30. Januar 1936 in der Hauptstadt der portugiesischen Kolonie Portugiesisch-Guinea als Filialklub Nr. 89 des portugiesischen Klubs Sporting Lissabon gegründet.
Seine größten Erfolge erreichte der Klub erst nach der Unabhängigkeit Guinea-Bissaus 1974.
1983 gelang dem Verein sein erster Gewinn des Campeonato Nacional da Guiné-Bissau, der höchsten Spielklasse des Landes. Seither konnte der Klub zwölf weitere Landesmeisterschaften für sich entscheiden und ist damit Rekordmeister (Stand 2017).
Sporting de Bissau ist der einzige Verein in Guinea-Bissaus Oberhaus, der noch nie abgestiegen ist.

## Erfolge
- Guineabissauischer Meister:
  - 1983, 1984, 1986, 1991, 1992, 1994, 1997, 1998, 2000, 2002, 2004, 2005, 2007, 2021 (14 Titel)
- Guineabissauischer Pokal:
  - 1982, 1986, 1987, 1991, 2005 (5 Titel)
- Guineabissauischer Supercup:
  - 1984, 2004, 2005, 2021